# Крескентин
Крескентин или Крескентиан (Рим, 276 года — Читта-ди-Кастелло, 1 июня 303 года) — святой римский воин, мученик. Дни памяти — 1 июня и 8 августа.

## Биография
Святой Крескентин (итал.:Crescentino) или Крескентиан (итал.: Crescenziano), согласно преданию, был римским воином, который претерпел мученическую кончину во время гонений при императоре Диоклетиане. Он почитается покровителем городов Урбино в Марке, Крешентино в Пьемонте и сопокровитем Читта-ди-Кастелло в Умбрии.
Святой Крескентин родился в Риме в 276 году, в семье Евфимия, благородного римлянина, принявшего христианство. Он был направлен на военную службу и вошел в престижную первую когорту первого легиона, дислоцированную в Риме для защиты императора. Этим легионом командовал святой Себастьян, вместе с которым святой Крескентин распространял христианскую веру.